# 五項戰技
五項戰技，正式名稱為國軍戰技課程，早期是中華民國國軍各軍種（中華民國陸軍、中華民國海軍、中華民國海軍陸戰隊、中華民國空軍、中華民國憲兵）單兵都必須合格的個人基礎軍事訓練；近年來因為政治界對於訓練標準的討論，中華民國國防部多已不太要求，底線逐年放寬。
戰技課程與體能課程，為入伍生於新兵訓練期末時的共通考試科目；但海軍艦艇兵可能會將戰技的射擊測驗換成體能的蛙式游泳。
體能五項為伏地挺身、仰臥起坐、三千公尺徒手跑步、引體向上、折返跑，後兩項現已不考。
戰技與體能五項的合格分數，會因男女先天不同而有差異(女性會有優待加分)，但不以單位特性不同而個別提高或降低合格分數，畢竟此僅為單兵基礎訓練。

## 戰技五項

### 射擊
即入伍生新兵訓練時都會學習到的步槍打靶，現改為單兵基本戰鬥教練，測驗基本的姿勢與反應，有持槍但已經不打靶了。
早期制式步槍實彈射擊區分為300公尺散兵坑立姿、175公尺跪姿（有依托柱）及75公尺臥姿射擊，又稱「三線射擊」。另有「夜間射擊」，以夜間實施175公尺臥姿６發射擊，在射擊時以燈光模擬照明彈照射靶位，射手要在30秒內完成射擊，時間到後靶位關燈並停止射擊。

### 手榴彈投擲
由鑄鐵製練習彈改為丟木製且重量相近的假彈，區分為投遠及投準兩大項。
投遠以30公尺為及格、50公尺以上為滿百，投準再分為窗戶、散兵坑兩項，均以投入指定位置為及格。

### 五千公尺武裝跑步
指單兵身著戰鬥服，攜帶步槍、刺刀、水壺、鋼盔(鋼製頭盔)、S腰帶，腳穿軍靴跑步；後改為身著戰鬥服或運動服徒手跑步，所需時間以整連(隊)24分鐘帶回為及格，22分鐘以內為滿分。

### 三千公尺徒手跑步
民國87年國軍體能測驗刪除5000公尺跑步，改為3000公尺跑步，身著戰鬥服或運動服徒手跑步，所需時間以整連(隊)14分鐘帶回為及格，12分鐘以內為滿分。

### 五百公尺障礙通過
簡稱五百障礙，與五千公尺武裝跑步服裝相同，但改為要求單兵通過五百公尺長的障礙場地，內有高低槓、爬竿、板牆、高跳台、跳壕溝、獨木橋與低絆網等，所需時間以4分30秒為及格，2分30秒內為滿百。過去爬竿與板牆被大多數入伍生視為畏途，但現今板牆可以改由多人合作翻過，難度下降很多，與過去要求單人獨自完成不同，而爬竿也可以自動放棄，不再強制要求完成。

### 刺槍術
刺槍術，指步槍安裝刺刀後，與敵人格鬥的技術。國軍刺槍術脫胎於中國武術的槍刺與棍打，並加入中國抗日戰爭期間經驗，也有參考美軍與日軍顧問的意見彙編而成。再依難易程度分為基本刺、第一教習與第二教習。
進階刺槍術因太過危險，曾有使用木槍對練時刺中心臟緊急送醫的案例；如今台灣義務役役期只有一年，國軍一般單位是不教的。入伍生測驗的刺槍術是基本刺與運用槍托攻擊的托擊法，採團體測驗，以動作是否整齊美觀、以及殺聲是否震天為評分標準，並不會真正刺到任何人。

## 與五項戰技有關的名詞

### 國軍體能戰技運動大會
前身為中正盃運動會，1950年擴大為「陸海空聯勤聯合運動大會」。1950年的第一屆在國立臺灣大學舉辦時，除了陸海空三軍官兵以外，還有聯合勤務總司令部與內政部警政署的中華民國警察參與，故未分組；1953年的第二屆改名為「國軍運動大會」，在政工幹部學校舉辦後便單純以三軍部隊為主，此期間的國軍運動會並無定期；至郝柏村擔任中華民國國防部部長時，改為每年3月29日青年節在臺灣省高雄縣鳳山市陸軍步兵學校舉行，所以簡稱「329大會」。

329大會，為每年國軍一年一度的大事，因為在運動會中得獎的單位，其官長會快速升官；故每年愈下，流於形式，作弊造假服用體育禁藥等傳聞不斷，因此在郝柏村轉任中華民國行政院院長後縮小規模，終至停辦。總計國軍運動會自1950年始，至1994年終，共舉辦了18屆；近年雖已恢復，並以陸軍步兵學校所在的金湯營區命名為「金湯盃」，但已不再與長官的獎懲掛勾，回到早年單純的比賽。

### 精誠連
取中華民國陸軍軍官學校校訓「親愛精誠」後兩字所成立的國軍師級直屬連，非正式編制，為了應付國軍體能戰技運動大會而出現，國軍各師級部隊都從各旅中指派連隊擔任。精誠連是將同一師內的體育好手集中在一起，平日鍛鍊五項戰技，戰時或軍事演習時擔任師級戰略預備隊，不需參加其他勤務與訓練。於精實案前後，國軍師級部隊降編為旅級，所以精誠連消失；當時國軍旅級精誠連，僅有陸軍空降特戰司令部轄下獨立六二空降旅與獨立七一空降旅。

## 中華民國國軍運動大會田徑成績

### 中華民國41年
| 項目          | 第一名             | 第二名         | 第三名         | 第四名         | 第五名         | 第六名         |
| ------------- | ------------------ | -------------- | -------------- | -------------- | -------------- | -------------- |
| 鐵餅          | 王瑞（空軍）       | 陳濟川（陸軍） | 鄭建德（警察） | 奧文（海軍）   | 潘作樑（空軍） | 柳士傑（海軍） |
| 鐵餅          | 37.80公尺          |                |                |                |                |                |
| 標槍          | 陳濟川（陸軍）     | 王瑞（空軍）   | 穆錫恩（警察） | 黃任遠（空軍） | 梁龍（空軍）   | 江西河（軍）   |
| 標槍          | 55.20公尺          |                |                |                |                |                |
| 鏈球          | 吳振武（海軍）     |                |                |                |                |                |
| 鏈球          | 45.90公尺          |                |                |                |                |                |
| 鉛球          | 陳濟川（陸軍）     | 王瑞（空軍）   | 劉大為（空軍） | 吳振武（海軍） | 張長有（陸軍） | 柳士傑（海軍） |
| 鉛球          | 11.13公尺          |                |                |                |                |                |
| 撐竿跳高      | 陳挺鈞（陸軍）     | 黃建（空軍）   | 唐國英（空軍） | 王祖式（空軍） | 陳海城（警察） | 張永春（陸軍） |
| 撐竿跳高      | 3.45公尺           |                |                |                |                |                |
| 跳高          | 劉克禮（聯勤）     | 黃建（空軍）   | 江和晃（警察） | 劉夢九（陸軍） | 張正俊（警察） | 陳挺鈞（陸軍） |
| 跳高          | 1.71公尺           |                |                |                |                |                |
| 三級跳遠      | 黃建（空軍）       | 葉家洋（陸軍） | 劉立（海軍）   | 陳能寅（警察） | 王虎昌（空軍） | 田熙（空軍）   |
| 三級跳遠      | 13.33公尺          |                |                |                |                |                |
| 跳遠          | 葉嘉祥（陸軍）     | 陳海成（警察） | 黃建（空軍）   | 劉志國（海軍） | 張正俊（警察） | 江和昆（警察） |
| 跳遠          | 6.40公尺           |                |                |                |                |                |
| 100公尺       | 洪有來（陸軍）     | 高文章（聯勤） | 黃原夫（聯勤） | 楊山（聯勤）   | 呂學孟（空軍） | 楊慶爕（聯勤） |
| 100公尺       | 11.2秒（手動）     |                |                |                |                |                |
| 200公尺       | 洪有來（陸軍）     | 黃原夫（聯勤） | 彭開佐（空軍） | 高文章（聯勤） | 楊山（聯勤）   | 鄭茂鴻（空軍） |
| 200公尺       | 22.5秒（手動）     |                |                |                |                |                |
| 400公尺       | 彭開佐（空軍）     | 曾昆山（警察） | 王鐵夫（海軍） | 藍永聰（警察） | 陳昆棠         |                |
| 400公尺       | 54.0秒（手動）     |                |                |                |                |                |
| 800公尺       | 李令龍（陸軍）     | 李世明（空軍） | 王善武（海軍） | 呂長庚（海軍） | 馬志中（陸軍） | 張寶琛（陸軍） |
| 800公尺       | 2分09.2秒（手動）  |                |                |                |                |                |
| 1500公尺      | 于希渭（空軍）     | 劉景琨（海軍） | 李世明（空軍） | 倪泅（陸軍）   | 王善武（海軍） | 陳錦銘（警察） |
| 1500公尺      | 4分20.5秒（手動）  |                |                |                |                |                |
| 5000公尺      | 劉景琨（海軍）     | 于希渭（空軍） | 林來福（警察） | 廖添福（警察） | 王雄信（警察） | 蔡進德（警察） |
| 5000公尺      | 16分06秒（手動）   |                |                |                |                |                |
| 10000公尺     | 劉景琨（海軍）     | 蔡進德（警察） | 方郁（警察）   | 潘魯明（聯勤） | 王善武（海軍） | 陳榮敏（警察） |
| 10000公尺     | 33分54.3秒（手動） |                |                |                |                |                |
| 110公尺跨欄   | 王虎昌（空軍）     | 陳獻奎（警察） | 張忠玉（空軍） | 田熙之（空軍） | 顧書庠（空軍） | 方傑臣（空軍） |
| 110公尺跨欄   | 16.8秒（手動）     |                |                |                |                |                |
| 400公尺跨欄   | 齊劍洪（海軍）     | 樊榮國（空軍） | 蘇錫芬（陸軍） | 黃武（空軍）   | 鮑家聰（空軍） | 唐毓秦（空軍） |
| 400公尺跨欄   | 1分00.2秒（手動）  |                |                |                |                |                |
| 4×100公尺接力 | 聯勤               | 陸軍           | 空軍           | 警察           | 海軍           |                |
| 4×100公尺接力 | 45.6秒（手動）     |                |                |                |                |                |

### 中華民國42年甲組
| 項目          | 第一名             | 第二名          | 第三名         | 第四名         |
| ------------- | ------------------ | --------------- | -------------- | -------------- |
| 鐵餅          | 王天瑞（空軍）     | 柳士傑（海軍）  | 吳振武（海軍） | 蘭興文（海軍） |
| 鐵餅          | 41.34公尺          |                 |                |                |
| 標槍          | 王天瑞（空軍）     | 陳挺鈞（陸軍）  | 歐陽可儉       | 黃任遠（空軍） |
| 標槍          | 43.16公尺          |                 |                |                |
| 鉛球          | 鄧力軍（空軍）     | 劉夕仁（陸軍）  | 柳士傑（海軍） | 王天瑞（空軍） |
| 鉛球          | 12.08公尺          |                 |                |                |
| 撐竿跳高      | 黃建（空軍）       | 陳挺鈞（陸軍）  | 唐治國（空軍） | 王立心（海軍） |
| 撐竿跳高      | 3.40公尺           |                 |                |                |
| 跳高          | 陳挺鈞（陸軍）     | 劉立鴻（海軍）  | 庾傳文（空軍） | 黃清嵐（海軍） |
| 跳高          | 1.75公尺           |                 |                |                |
| 三級跳遠      | 黃建（空軍）       | 沈承基（陸軍）  | 劉立權（海軍） | 田熙三（空軍） |
| 三級跳遠      | 13.49公尺          |                 |                |                |
| 跳遠          | 黃建（空軍）       | 曾清華（空軍）  | 田西三（空軍） | 卜貴雪（陸軍） |
| 跳遠          | 6.54公尺           |                 |                |                |
| 100公尺       | 洪有來（聯勤）     | 施阿勇（聯勤）  | 楊山（聯勤）   | 張東乾（陸軍） |
| 100公尺       | 11.0秒（手動）     |                 |                |                |
| 200公尺       | 施阿勇（聯勤）     | 洪有來（聯勤）  | 沈承基（陸軍） | 周傳（陸軍）   |
| 200公尺       | 24.0秒（手動）     |                 |                |                |
| 400公尺       | 沈承基（陸軍）     | 施阿勇（聯勤）  | 周傳鑫（陸軍） | 郭景林（陸軍） |
| 400公尺       | 52.4秒（手動）     |                 |                |                |
| 800公尺       | 韓文瑞（陸軍）     | 馬志中（陸軍）  | 郭景林（陸軍） | 李令龍（空軍） |
| 800公尺       | 2分06.0秒（手動）  | 2分07秒（手動） |                |                |
| 1500公尺      | 郭景林（陸軍）     | 馬志中（陸軍）  | 于希渭（空軍） | 劉景琨（海軍） |
| 1500公尺      | 4分26.2秒（手動）  |                 |                |                |
| 5000公尺      | 劉景琨（陸軍）     | 于希渭（空軍）  | 王法文（海軍） | 許襟蘇（空軍） |
| 5000公尺      | 17分03.8秒（手動） |                 |                |                |
| 10000公尺     | 黨長發（空軍）     | 許襟蘇（空軍）  | 王法文（海軍） | 黃達先（海軍） |
| 10000公尺     | 36分58.4秒（手動） |                 |                |                |
| 110公尺跨欄   | 王虎昌（空軍）     | 田熙三（空軍）  | 董光興（空軍） | 蘇錫芬（海軍） |
| 400公尺跨欄   | 韓文瑞（陸軍）     | 張寶森（陸軍）  | 李令龍（空軍） | 蘇錫芬（海軍） |
| 400公尺跨欄   | 59.6秒（手動）     |                 |                |                |
| 4×100公尺接力 | 陸軍               | 聯勤            | 空軍           | 海軍           |
| 4×400公尺接力 | 空軍               | 聯勤            | 陸軍           | 海軍           |
| 4×400公尺接力 | 4分42.0秒（手動）  |                 |                |                |

### 中華民國42年乙組
| 項目          | 第一名             | 第二名           | 第三名           | 第四名           |
| ------------- | ------------------ | ---------------- | ---------------- | ---------------- |
| 鐵餅          | 黃金發（空軍）     | 沈增弘（陸軍）   | 郭俊聰（陸軍）   | 林順松（陸軍）   |
| 鐵餅          | 35.48公尺          |                  |                  |                  |
| 標槍          | 吳春財（聯勤）     | 朱利隆（聯勤）   | 徐更九（陸軍）   | 孟範祥（空軍）   |
| 標槍          | 47公尺             |                  |                  |                  |
| 鉛球          | 孟範祥（空軍）     | 夏瀛（空軍）     | 登丑山（陸軍）   | 張羅晉（海軍）   |
| 鉛球          | 11.89公尺          |                  |                  |                  |
| 撐竿跳高      | 廖本固（陸軍）     | 朱沛璋（陸軍）   | 陳錫淵（海軍）   | 曾德輝（空軍）   |
| 撐竿跳高      | 3.20公尺           |                  |                  |                  |
| 跳高          | 楊傳廣（聯勤）     | 王子濤（陸軍）   | 鐘曉星（空軍）   | 齊續明（陸軍）   |
| 跳高          | 1.78公尺           |                  |                  |                  |
| 三級跳遠      | 吳春財（聯勤）     | 劉錫銘（陸軍）   | 金文鴻（空軍）   | 朱利隆（聯勤）   |
| 三級跳遠      | 13.91公尺          |                  |                  |                  |
| 跳遠          | 楊傳廣（聯勤）     | 林德生（聯勤）   | 林金鍊（陸軍）   | 楊克家（空軍）   |
| 跳遠          | 7.22公尺           |                  |                  |                  |
| 100公尺       | 廖清源（陸軍）     | 吳春財（聯勤）   | 姚訓（空軍）     | 王少臣（陸軍）   |
| 100公尺       | 11.0秒（手動）     |                  |                  |                  |
| 200公尺       | 林金鍊（陸軍）     | 姚訓（空軍）     | 王子明（陸軍）   | 朱明華（空軍）   |
| 200公尺       | 24.1秒（手動）     |                  |                  |                  |
| 400公尺       | 鐘曉星（空軍）     | 林德生（聯勤）   | 蔡成福（空軍）   | 鄭清廉（國防部） |
| 400公尺       | 55.0秒（手動）     |                  |                  |                  |
| 800公尺       | 張成悌（空軍）     | 鄭清廉（國防部） | 蔡成福（空軍）   | 姚治平（陸軍）   |
| 800公尺       | 2分07.2秒（手動）  |                  |                  |                  |
| 1500公尺      | 趙喚民（裝甲兵）   | 姚治平（陸軍）   | 方元廷（空軍）   | 王守千（陸軍）   |
| 1500公尺      | 4分23.4秒（手動）  |                  |                  |                  |
| 5000公尺      | 畢立明（陸軍）     | 方元廷（空軍）   | 陳遠華（國防部） | 鄭洛成（陸軍）   |
| 5000公尺      | 16分18.2秒（手動） |                  |                  |                  |
| 10000公尺     | 鄭洛成（陸軍）     | 畢立明（陸軍）   | 陳遠華（國防部） | 朱淑勇（陸軍）   |
| 10000公尺     | 34分41.8秒（手動） |                  |                  |                  |
| 110公尺跨欄   | 劉錫銘（陸軍）     | 張子漢（陸軍）   | 王少臣（陸軍）   | 蔡成福（空軍）   |
| 110公尺跨欄   | 16.4秒（手動）     |                  |                  |                  |
| 400公尺跨欄   | 鐘曉星（空軍）     | 劉錫銘（陸軍）   | 張成悌（空軍）   | 林森堂           |
| 400公尺跨欄   | 1分01.3秒（手動）  |                  |                  |                  |
| 4×100公尺接力 | 聯勤               | 陸軍             | 空軍             | 海軍             |
| 4×100公尺接力 | 46.6秒（手動）     |                  |                  |                  |
| 4×400公尺接力 | 空軍               | 聯勤             | 陸軍             | 海軍             |

### 中華民國44年4月
| 項目        | 第一名             | 第二名         | 第三名           | 第四名         |
| ----------- | ------------------ | -------------- | ---------------- | -------------- |
| 鐵餅        | 王天瑞（空軍）     | 沈增龍（陸軍） | 孟範祥（空軍）   | 黃金發（空軍） |
| 鐵餅        | 39.34公尺          |                |                  |                |
| 標槍        | 梁龍（空軍）       | 吳春財（聯勤） | 朱利隆（聯勤）   | 陳濟川（陸軍） |
| 標槍        | 50.02公尺          |                |                  |                |
| 鉛球        | 劉夕仁（陸軍）     | 孟範祥（空軍） | 鄧力軍（空軍）   | 王天瑞（空軍） |
| 鉛球        | 11.98公尺          |                |                  |                |
| 撐竿跳高    | 黃健（空軍）       | 陳挺鈞（陸軍） | 王祖武（空軍）   | 陳錫淵（海軍） |
| 撐竿跳高    | 3.40公尺           |                |                  |                |
| 跳高        | 楊傳廣（聯勤）     | 齊續昀（陸軍） | 陳長鴻（空軍）   | 黃健（空軍）   |
| 跳高        | 1.80公尺           |                |                  |                |
| 三級跳遠    | 吳春財（聯勤）     | 林德生（聯勤） | 黃健（空軍）     | 朱利隆（聯勤） |
| 三級跳遠    | 14.28公尺          |                |                  |                |
| 跳遠        | 林德生（聯勤）     | 楊傳廣（聯勤） | 鐘曉星（空軍）   | 葉嘉祥（陸軍） |
| 跳遠        | 6.89公尺           |                |                  |                |
| 100公尺     | 吳春財（聯勤）     | 朱明華（空軍） | 盧義勇（空軍）   | 姚訓（空軍）   |
| 100公尺     | 11.1秒（手動）     |                |                  |                |
| 200公尺     | 施阿勇（聯勤）     | 姚訓（空軍）   | 林德生（聯勤）   | 朱明華（空軍） |
| 200公尺     | 23.4秒（手動）     |                |                  |                |
| 400公尺     | 施阿勇（聯勤）     | 寵惠春（空軍） | 王炳春（空軍）   | 沈承基（陸軍） |
| 400公尺     | 53.2秒（手動）     |                |                  |                |
| 800公尺     | 郭景林（陸軍）     | 張成悌（空軍） | 王清亮（海軍）   | 成志翔（陸軍） |
| 800公尺     | 2分02.6秒（手動）  |                |                  |                |
| 1500公尺    | 鄭洛成（陸軍）     | 劉學章（海軍） | 郭景林（陸軍）   | 畢立明（陸軍） |
| 1500公尺    | 4分09.0秒（手動）  |                |                  |                |
| 5000公尺    | 鄭洛成（陸軍）     | 畢立明（陸軍） | 劉學章（海軍）   | 王守千（陸軍） |
| 5000公尺    | 15分34.4秒（手動） |                |                  |                |
| 10000公尺   | 畢立明（陸軍）     | 鄭洛成（陸軍） | 陳遠華（國防部） | 劉方始（陸軍） |
| 10000公尺   | 32分48.2秒（手動） |                |                  |                |
| 110公尺跨欄 | 楊傳廣（聯勤）     | 張子漢（陸軍） | 李全生（陸軍）   | 齊續昀（陸軍） |
| 110公尺跨欄 | 15.7秒（手動）     |                |                  |                |
| 400公尺跨欄 | 施阿勇（聯勤）     | 何惠權（海軍） | 李全生（陸軍）   | 龐惠春（空軍） |
| 400公尺跨欄 | 1分00.2秒（手動）  |                |                  |                |

### 中華民國45年9月部隊組
| 項目          | 第一名            | 第二名         | 第三名         | 第四名 |
| ------------- | ----------------- | -------------- | -------------- | ------ |
| 鉛球          | 林溪州（陸軍）    | 徐石山（聯勤） |                |        |
| 鉛球          | 13.05公尺         |                |                |        |
| 跳高          | 楊傳廣（聯勤）    | 詹照耀（陸軍） |                |        |
| 跳高          | 2.02公尺          |                |                |        |
| 三級跳遠      | 吳春財（聯勤）    |                |                |        |
| 三級跳遠      | 14.24公尺         |                |                |        |
| 100公尺       | 楊傳廣（聯勤）    |                |                |        |
| 100公尺       | 11.1秒（手動）    |                |                |        |
| 400公尺       | 蔡成福（聯勤）    |                |                |        |
| 400公尺       | 51.1秒（手動）    |                |                |        |
| 1500公尺      | 鄭洛成（陸軍）    | 劉學章（海軍） |                |        |
| 1500公尺      | 4分06.2秒（手動） |                |                |        |
| 400公尺跨欄   | 蔡成福（聯勤）    | 龐慰春（空軍） | 何惠權（海軍） |        |
| 400公尺跨欄   | 54.2秒（手動）    |                |                |        |
| 4×100公尺接力 | 聯勤              | 陸軍           | 空軍           | 海軍   |
| 4×100公尺接力 | 44.2秒（手動）    |                |                |        |

### 中華民國46年9月部隊組
| 項目          | 第一名             | 第二名         | 第三名         | 第四名         |
| ------------- | ------------------ | -------------- | -------------- | -------------- |
| 標槍          | 朱利隆（聯勤）     |                |                |                |
| 鏈球          | 黃仲箎（陸軍）     | 黃齊（陸軍）   | 江永毅（空軍） | 李金城（陸軍） |
| 鏈球          | 45.68公尺          |                |                |                |
| 鉛球          | 謝天性（陸軍）     | 徐石山（陸軍） | 陳濟川（陸軍） | 鄧力軍（空軍） |
| 鉛球          | 13.34公尺          |                |                |                |
| 跳高          | 謝天性（陸軍）     | 陳長鴻（陸軍） | 游漢珪（陸軍） | 石世貴（空軍） |
| 跳高          |                    |                | 葉昌楷（防）   |                |
| 跳高          | 1.92公尺           |                |                |                |
| 三級跳遠      | 吳春財（聯勤）     |                |                |                |
| 三級跳遠      | 14.97公尺          |                |                |                |
| 跳遠          | 吳春財（聯勤）     |                |                |                |
| 跳遠          | 6.69公尺           |                |                |                |
| 200公尺       | 林德生（聯勤）     |                |                |                |
| 400公尺       | 蔡成福（聯勤）     |                |                |                |
| 400公尺       | 51.3秒（手動）     |                |                |                |
| 800公尺       | 鄭洛成（陸軍）     | 孫丕典（陸軍） | 陳照基（陸軍） | 李舟子（海軍） |
| 800公尺       | 2分02.4秒（手動）  |                |                |                |
| 1500公尺      | 鄭洛成（陸軍）     | 孫丕典（陸軍） | 畢立明（陸軍） | 趙喚民（空軍） |
| 1500公尺      | 4分14.0秒（手動）  |                |                |                |
| 5000公尺      | 劉學章（海軍）     | 畢立明（陸軍） | 王源誠（陸軍） | 辛若中（陸軍） |
| 5000公尺      | 16分00.0秒（手動） |                |                |                |
| 10000公尺     | 劉學章（海軍）     |                |                |                |
| 110公尺跨欄   | 蔡成福（聯勤）     |                |                |                |
| 110公尺跨欄   | 15.6秒（手動）     |                |                |                |
| 400公尺跨欄   | 蔡成福（聯勤）     |                |                |                |
| 400公尺跨欄   | 56.0秒（手動）     |                |                |                |
| 4×400公尺接力 | 陸軍               | 空軍           | 聯勤           | 海軍           |
| 4×400公尺接力 | 3分35.6秒（手動）  |                |                |                |

### 中華民國48年11月部隊組
| 項目         | 第一名             | 第二名         | 第三名         | 第四名         |
| ------------ | ------------------ | -------------- | -------------- | -------------- |
| 鐵餅         | 沈增龍（陸軍）     | 董宗祺（陸軍） | 郭博修（陸軍） | 謝瑞雄（陸軍） |
| 鐵餅         | 35.49公尺          |                |                |                |
| 標槍         | 吳春財（陸軍）     | 嚴建財（陸軍） | 李逢麟（陸軍） | 梁龍（空軍）   |
| 標槍         | 48.0公尺           |                |                |                |
| 鏈球         | 謝瑞雄（陸軍）     | 沈亦雄（陸軍） | 沈增我（陸軍） | 鄭潘明（陸軍） |
| 鏈球         | 28.56公尺          |                |                |                |
| 鉛球         | 董宗祺（陸軍）     | 林彰（海軍）   | 賴木鋒（陸軍） | 林妙（國防部） |
| 鉛球         | 11.51公尺          |                |                |                |
| 撐竿跳高     | 蔡乾華（陸軍）     | 陳挺鈞（陸軍） | 嚴連材（陸軍） | 許富雄（陸軍） |
| 撐竿跳高     | 3.56公尺           |                |                |                |
| 跳高         | 曾德成（國防部）   | 張世明（陸軍） | 簡世雄（陸軍） | 林啟貞（海軍） |
| 跳高         | 1.70公尺           |                |                |                |
| 三級跳遠     | 吳春財（陸軍）     | 黃永安（空軍） | 林棟材（陸軍） | 陳啟明（海軍） |
| 三級跳遠     | 13.92公尺          |                |                |                |
| 跳遠         | 吳春財（陸軍）     | 張世明（陸軍） | 黃永要（空軍） | 連武昌（陸軍） |
| 跳遠         | 6.70公尺           |                |                |                |
| 100公尺      | 陳慧坤（陸軍）     | 林雄傑（空軍） | 張子漢（陸軍） | 高和謙（空軍） |
| 100公尺      | 11.3秒（手動）     |                |                |                |
| 200公尺      | 陳慧坤（陸軍）     | 林雄傑（空軍） | 鐘世稀（陸軍） | 徐成丸（陸軍） |
| 200公尺      | 22.9秒（手動）     |                |                |                |
| 400公尺      | 蔡成福（陸軍）     | 李柏廷（空軍） | 龐慰春（空軍） | 王建中（陸軍） |
| 400公尺      | 52.8秒（手動）     |                |                |                |
| 800公尺      | 孫丕典（陸軍）     | 劉學章（海軍） | 王建中（陸軍） | 張阿水（空軍） |
| 800公尺      | 2分05.0秒（手動）  |                |                |                |
| 1500公尺     | 孫丕典（陸軍）     | 畢立明（陸軍） | 王守千（陸軍） | 張阿水（空軍） |
| 1500公尺     | 4分11.0秒（手動）  |                |                |                |
| 1600公尺武裝 | 王守千（陸軍）     | 陳世高（陸軍） | 李祖譚（陸軍） | 鄒斌（陸軍）   |
| 1600公尺武裝 | 5分23.0秒（手動）  |                |                |                |
| 5000公尺     | 劉學章（海軍）     | 畢立明（陸軍） | 王守千（陸軍） | 陳遠華（陸軍） |
| 5000公尺     | 16分36.2秒（手動） |                |                |                |
| 10000公尺    | 畢立明（陸軍）     | 陳世高（陸軍） | 錢志誠（海軍） | 陳竹雲（海軍） |
| 10000公尺    | 34分04.0秒（手動） |                |                |                |
| 110公尺跨欄  | 蔡成福（陸軍）     | 張子漢（陸軍） | 李全生（陸軍） | 何惠權（海軍） |
| 110公尺跨欄  | 15.8秒（手動）     |                |                |                |
| 400公尺跨欄  | 蔡成福（陸軍）     | 李柏廷（空軍） | 龐慰春（空軍） | 郭博修（陸軍） |
| 400公尺跨欄  | 55.7秒（手動）     |                |                |                |
| 3000公尺障礙 | 劉學章（海軍）     | 王守千（陸軍） | 鄒斌（陸軍）   | 陳遠華（陸軍） |
| 3000公尺障礙 | 9分47.0秒（手動）  |                |                |                |

### 中華民國48年11月機關組
| 項目     | 第一名            | 第二名         | 第三名         | 第四名         |
| -------- | ----------------- | -------------- | -------------- | -------------- |
| 鐵餅     | 吳錦祥（海軍）    | 孟範祥（空軍） | 王木嘉（陸軍） | 林明發（空軍） |
| 鐵餅     | 34.73公尺         |                |                |                |
| 鉛球     | 徐石山（聯勤）    | 夏福（空軍）   | 吳錦祥（海軍） | 孟範祥（空軍） |
| 鉛球     | 11.51公尺         |                |                |                |
| 跳高     | 洪春成（海軍）    | 羅王輝（軍）   |                | 陳慶新（海軍） |
| 跳高     | 周宜文（空）      |                |                |                |
| 跳高     | 1.78公尺          |                |                |                |
| 跳遠     | 游後德（海軍）    | 蘇中民（空軍） | 遲飛（空軍）   | 徐坤灶（空軍） |
| 跳遠     | 6.09公尺          |                |                |                |
| 100公尺  | 朱明華（空軍）    | 徐坤灶（空軍） | 遲飛（空軍）   | 林德生（聯勤） |
| 100公尺  | 11.7秒（手動）    |                |                |                |
| 200公尺  | 朱明華（空軍）    | 徐坤灶（空軍） | 林德生（聯勤） | 洪聰智（海軍） |
| 200公尺  | 23.7秒（手動）    |                |                |                |
| 1500公尺 | 許忠良（陸軍）    | 陳修（空軍）   | 李心廉（陸軍） | 潘秀明（海軍） |
| 1500公尺 | 4分33.3秒（手動） |                |                |                |

### 中華民國48年11月學校組
| 項目         | 第一名             | 第二名           | 第三名         | 第四名           |
| ------------ | ------------------ | ---------------- | -------------- | ---------------- |
| 鐵餅         | 黃金發（空軍）     | 王天瑞（空軍）   | 沈輝雄（海軍） | 姜士追（國防部） |
| 鐵餅         | 39.66公尺          |                  |                |                  |
| 標槍         | 鐘炳坤（海軍）     | 張富春（空軍）   | 朱利龍（空軍） | 賴大燧（陸軍）   |
| 標槍         | 49.63公尺          |                  |                |                  |
| 鏈球         | 沈輝雄（陸軍）     | 邱鳳來（陸軍）   | 黃金發（空軍） | 張富春（空軍）   |
| 鏈球         | 43.48公尺          |                  |                |                  |
| 鉛球         | 陳濟川（陸軍）     | 邱鳳來（陸軍）   | 林清文（空軍） | 張富春（空軍）   |
| 鉛球         | 11.51公尺          |                  |                |                  |
| 撐竿跳高     | 黃東霖（陸軍）     | 何長慶（陸軍）   | 賴大燧（陸軍） | 徐尚相（空軍）   |
| 撐竿跳高     | 3.40公尺           |                  |                |                  |
| 跳高         | 鐘錦富（陸軍）     | 石世賢（空軍）   | 陳文利（空軍） | 盧中英（防）     |
| 跳高         |                    |                  | 葉昌楷（國）   |                  |
| 跳高         | 1.76公尺           |                  |                |                  |
| 三級跳遠     | 陳寸利（空軍）     | 林永寬（空軍）   | 林人文（陸軍） | 朱利隆（空軍）   |
| 三級跳遠     | 13.99公尺          |                  |                |                  |
| 跳遠         | 陳寸利（空軍）     | 林人文（陸軍）   | 林永寬（空軍） | 許春雄（空軍）   |
| 跳遠         | 6.89公尺           |                  |                |                  |
| 100公尺      | 黃士聰（空軍）     | 黃朝鑫（空軍）   | 美錫（空軍）   | 劉育寶（陸軍）   |
| 100公尺      | 11.4秒（手動）     |                  |                |                  |
| 200公尺      | 林通宏（空軍）     | 黃士聰（空軍）   | 王天錫（空軍） | 黃朝鑫（空軍）   |
| 200公尺      | 22.8秒（手動）     |                  |                |                  |
| 400公尺      | 林通宏（空軍）     | 陳照基（陸軍）   | 張燦魁（空軍） | 王克恭（國防部） |
| 400公尺      | 51.4秒（手動）     |                  |                |                  |
| 800公尺      | 陳照基（陸軍）     | 徐永漢（陸軍）   | 楊旺琪（空軍） | 邱鳳來（陸軍）   |
| 1500公尺     | 趙喚民（空軍）     | 陳照基（陸軍）   | 陳永漢（陸軍） | 劉育德（陸軍）   |
| 1500公尺     | 4分26.5秒（手動）  |                  |                |                  |
| 1600公尺武裝 | 趙喚民（空軍）     | 方元廷（空軍）   | 林和順（空軍） | 楊瑞琪（空軍）   |
| 1600公尺武裝 | 5分29.1秒（手動）  |                  |                |                  |
| 5000公尺     | 林和順（空軍）     | 趙喚民（空軍）   | 方元廷（空軍） | 周明永（國防部） |
| 5000公尺     | 16分28.7秒（手動） |                  |                |                  |
| 10000公尺    | 林和順（空軍）     | 周明永（國防部） | 方元廷（空軍） | 孟伍琪（空軍）   |
| 10000公尺    | 34分29.5秒（手動） |                  |                |                  |
| 110公尺跨欄  | 沈輝雄（陸軍）     | 朱利隆（空軍）   | 張成悌（空軍） | 周子增（陸軍）   |
| 110公尺跨欄  | 17.1秒（手動）     |                  |                |                  |
| 400公尺跨欄  | 林通宏（空軍）     | 張成悌（空軍）   | 王炳春（空軍） | 盧玲章（空軍）   |
| 400公尺跨欄  | 58.4秒（手動）     |                  |                |                  |
| 3000公尺障礙 | 盧怜景（空軍）     | 孟伍琪（空軍）   | 陳國鈞（海軍） | 劉育德（陸軍）   |
| 3000公尺障礙 | 11分03.0秒（手動） |                  |                |                  |

### 中華民國55年10月部隊組
| 項目        | 第一名            | 第二名           | 第三名           | 第四名           |
| ----------- | ----------------- | ---------------- | ---------------- | ---------------- |
| 鐵餅        | 許吉雄（陸軍）    | 王木喜（陸軍）   | 黃金發（空軍）   | 林明發（聯勤）   |
| 鐵餅        | 32.88公尺         |                  |                  |                  |
| 標槍        | 黃金藏（陸軍）    | 柯清輝（國防部） | 謝進天（國防部） | 謝武誥（空軍）   |
| 標槍        | 51.49公尺         |                  |                  |                  |
| 鉛球        | 陳全壽（空軍）    | 許吉雄（陸軍）   | 蔡達利（海軍）   | 王木喜（陸軍）   |
| 鉛球        | 13.07公尺         |                  |                  |                  |
| 撐竿跳高    | 林祐慶（空軍）    | 蔣雄湘（國防部） | 徐尚湘（空軍）   | 張宏仁（陸軍）   |
| 撐竿跳高    | 3.50公尺          |                  |                  |                  |
| 跳高        | 許常樹（空軍）    | 楊春德（陸軍）   | 宋常董（空軍）   | 趙正雄（陸軍）   |
| 跳高        | 1.70公尺          |                  |                  |                  |
| 三級跳遠    | 張宏仁（陸軍）    | 林全福（陸軍）   | 許火城（空軍）   | 張永源（海軍）   |
| 三級跳遠    | 14.17公尺         |                  |                  |                  |
| 跳遠        | 溫博文（國防部）  | 張宏仁（陸軍）   | 林國基（空軍）   | 林順源（陸軍）   |
| 跳遠        | 6.59公尺          |                  |                  |                  |
| 100公尺     | 陳政宏（空軍）    | 王憲雄（陸軍）   | 張福來（陸軍）   | 謝孝德（空軍）   |
| 100公尺     | 10.8秒（手動）    |                  |                  |                  |
| 200公尺     | 陳政宏（空軍）    | 王憲雄（陸軍）   | 張福來（陸軍）   | 陳紀元（海軍）   |
| 200公尺     | 22.2秒（手動）    |                  |                  |                  |
| 400公尺     | 王憲雄（陸軍）    | 黃金結（陸軍）   | 游俊憲（國防部） | 楊德財（陸軍）   |
| 400公尺     | 50.0秒（手動）    |                  |                  |                  |
| 800公尺     | 賴志清（陸軍）    | 張儒分（陸軍）   | 林勝安（陸軍）   | 吳錫國（聯勤）   |
| 800公尺     | 2分04.5秒（手動） |                  |                  |                  |
| 1500公尺    | 林勝安（陸軍）    | 賴志清（陸軍）   | 王守千（陸軍）   | 吳錫圓（聯勤）   |
| 1500公尺    | 4分14.5秒（手動） |                  |                  |                  |
| 5000公尺    | 林勝安（陸軍）    | 徐福村（陸軍）   | 柯瑪琳（海軍）   | 杜昭明（陸軍）   |
| 5000公尺    | 16分34秒（手動）  |                  |                  |                  |
| 10000公尺   | 柯瑪琳（海軍）    | 徐福村（陸軍）   | 黃天送（空軍）   | 高奉家（陸軍）   |
| 10000公尺   | 35分19秒（手動）  |                  |                  |                  |
| 110公尺跨欄 | 張福來（陸軍）    | 許永忠（陸軍）   | 張子漢（陸軍）   | 黃德治（國防部） |
| 110公尺跨欄 | 15.1秒（手動）    |                  |                  |                  |
| 400公尺跨欄 | 蔡永井（陸軍）    | 許永忠（陸軍）   | 游俊憲（聯勤）   | 蕭博雄（空軍）   |
| 400公尺跨欄 | 55.6秒（手動）    |                  |                  |                  |

### 中華民國55年10月後備軍人組
| 項目        | 第一名             | 第二名           | 第三名           | 第四名           |
| ----------- | ------------------ | ---------------- | ---------------- | ---------------- |
| 鐵餅        | 陳俊雄（高雄市）   | 凃江營（臺南縣） | 陳榮輝（雲林縣） |                  |
| 鐵餅        | 45.22公尺          |                  |                  |                  |
| 標槍        | 方華勢（嘉義縣）   | 劉應祖（臺中市） | 鐘炳坤（屏東縣） | 陳清發（屏東縣） |
| 標槍        | 55.30公尺          |                  |                  |                  |
| 鉛球        | 陳俊雄（高雄市）   | 謝天性（臺北市） | 連德和（基隆市） | 蘇文得（臺北市） |
| 鉛球        | 13.22公尺          |                  |                  |                  |
| 撐竿跳高    | 蕭英森（臺東縣）   | 謝天性（臺北市） | 黃進澤（臺南縣） | 張志耀（南投縣） |
| 撐竿跳高    | 3.50公尺           |                  |                  |                  |
| 跳高        | 洪三郎（臺東縣）   | 林洋俊（臺北市） | 林高志（南投縣） | 蘇榮一（彰化縣） |
| 跳高        | 1.70公尺           |                  |                  |                  |
| 三級跳遠    | 傅雲海（臺中縣）   | 邱乾泰（苗栗縣） | 凃國重（嘉義市） | 林國春（臺東縣） |
| 三級跳遠    | 14.30公尺          |                  |                  |                  |
| 跳遠        | 朱瑞芳（花蓮縣）   | 傅雲海（臺中縣） | 王光輝（高雄縣） | 邱乾泰（苗栗縣） |
| 跳遠        | 6.77公尺           |                  |                  |                  |
| 100公尺     | 李阿土（花蓮縣）   | 鄭建雄（新竹縣） | 吳金城（苗栗縣） | 王光輝（高雄縣） |
| 100公尺     | 11.4秒（手動）     |                  |                  |                  |
| 200公尺     | 蘇博泰（臺南縣）   | 陳明哲（臺東縣） | 楊昌技（臺東縣） | 鄭建雄（新竹縣） |
| 200公尺     | 23.0秒（手動）     |                  |                  |                  |
| 400公尺     | 楊昌技（臺東縣）   | 朱永全（苗栗縣） | 紀攀龍（臺中市） | 吳清溪（高雄縣） |
| 400公尺     | 51.1秒（手動）     |                  |                  |                  |
| 800公尺     | 雷寅雄（雲林縣）   | 許景正（雲林縣） | 呂金滿（花蓮縣） | 劉明祥（臺北市） |
| 800公尺     | 1分59.0秒（手動）  |                  |                  |                  |
| 1500公尺    | 康良夫（屏東縣）   | 劉明祥（臺北市） | 雷寅雄（雲林縣） | 林和順（屏東縣） |
| 1500公尺    | 4分16.1秒（手動）  |                  |                  |                  |
| 5000公尺    | 杜報律（屏東縣）   | 林水池（雲林縣） | 羅新水（新竹縣） | 林和順（屏東縣） |
| 5000公尺    | 16分04.0秒（手動） |                  |                  |                  |
| 10000公尺   | 杜報律（屏東縣）   | 羅新水（新竹縣） | 馬義正（桃園縣） | 黃石松（高雄市） |
| 10000公尺   | 33分34.5秒（手動） |                  |                  |                  |
| 110公尺跨欄 | 蘇博泰（臺南縣）   | 鄭文義（高雄市） | 楊秋炎（屏東縣） | 葉憲清（屏東縣） |
| 110公尺跨欄 | 15.7秒（手動）     |                  |                  |                  |
| 400公尺跨欄 | 蘇博泰（臺南縣）   | 廖振平（桃園縣） | 徐自鳳（屏東縣） | 鍾南弘（苗栗縣） |
| 400公尺跨欄 | 57.6秒（手動）     |                  |                  |                  |

### 中華民國62年9月部隊組
| 項目          | 第一名             | 第二名           | 第三名           | 第四名           | 第五名           | 第六名           |
| ------------- | ------------------ | ---------------- | ---------------- | ---------------- | ---------------- | ---------------- |
| 鐵餅          | 蔡達利（海軍）     | 杜揮文（陸軍）   | 蕭登錦（陸軍）   | 安乾霖（聯勤）   |                  |                  |
| 鐵餅          | 41.08公尺          |                  |                  |                  |                  |                  |
| 標槍          | 杜德發（陸軍）     | 金晉德（陸軍）   | 安乾霖（聯勤）   | 謝登福（聯勤）   | 黃桂林（陸軍）   | 廖惠虎（陸軍）   |
| 標槍          | 61.42公尺          |                  |                  |                  |                  |                  |
| 鉛球          | 蔡達利（海軍）     | 杜揮文（陸軍）   | 江榮華（陸軍）   | 黃進來（陸軍）   |                  |                  |
| 鉛球          | 13.46公尺          |                  |                  |                  |                  |                  |
| 撐竿跳高      | 蔡榮斌（陸軍）     | 林錦明（陸軍）   | 張誠福（陸軍）   | 林耿輝（海軍）   | 莊恒茂（陸軍）   | 陳文彥（陸軍）   |
| 撐竿跳高      | 3.75公尺           |                  |                  |                  |                  |                  |
| 跳高          | 蔡登龍（陸軍）     | 陳德宗（國防部） | 陶有傑（海軍）   | 蔡榮斌（陸軍）   | 沈河沅（陸軍）   | 吳瑞琪（陸軍）   |
| 跳高          | 1.91公尺           |                  |                  |                  |                  |                  |
| 三級跳遠      | 蔡登龍（陸軍）     | 江文俊（聯勤）   | 許桂芳（陸軍）   | 李清道（陸軍）   | 盧進財（陸軍）   | 林有成（空軍）   |
| 三級跳遠      | 14.53公尺          |                  |                  |                  |                  |                  |
| 跳遠          | 葉忠勝（聯勤）     | 江文俊（聯勤）   | 吳瑞琪（陸軍）   | 楊明順（陸軍）   | 許正義（陸軍）   | 劉碧郎（空軍）   |
| 跳遠          | 7.26公尺           |                  |                  |                  |                  |                  |
| 100公尺       | 曾財華（國防部）   | 簡平章（陸軍）   | 梁國強（陸軍）   | 黃中熙（國防部） | 鐘森彝（國防部） | 江界山（陸軍）   |
| 100公尺       | 11.0秒（手動）     |                  |                  |                  |                  |                  |
| 200公尺       | 曾財華（國防部）   | 簡平章（陸軍）   | 吳中楨（陸軍）   | 鐘森彝（國防部） |                  |                  |
| 200公尺       | 22.3秒（手動）     |                  |                  |                  |                  |                  |
| 400公尺       | 吳中楨（陸軍）     | 劉芳賢（陸軍）   | 鄭清榮（陸軍）   | 吳立人（空軍）   | 鄭恒勇（陸軍）   | 林仙福（海軍）   |
| 400公尺       | 50.3秒（手動）     |                  |                  |                  |                  |                  |
| 800公尺       | 洪惟泉（陸軍）     | 方彰基（陸軍）   | 張健雄（國防部） | 王勝波（陸軍）   |                  |                  |
| 800公尺       | 1分58.2秒（手動）  |                  |                  |                  |                  |                  |
| 1500公尺      | 洪惟泉（陸軍）     | 羅吉宏（聯勤）   | 張健雄（國防部） | 王勝波（陸軍）   | 曾元治（陸軍）   | 薩錦泉（海軍）   |
| 1500公尺      | 4分08.8秒（手動）  |                  |                  |                  |                  |                  |
| 5000公尺      | 張金全（陸軍）     | 李信敦（海軍）   | 夏友義（聯勤）   | 周連福（陸軍）   |                  |                  |
| 5000公尺      | 15分26.6秒（手動） |                  |                  |                  |                  |                  |
| 10000公尺     | 張金全（陸軍）     | 李信敦（海軍）   | 王英富（陸軍）   | 盧元技（聯勤）   | 邱振發（海軍）   | 陳吉雄（陸軍）   |
| 10000公尺     | 32分47.4秒（手動） |                  |                  |                  |                  |                  |
| 110公尺跨欄   | 戴世然（陸軍）     | 廖明標（海軍）   | 華恒霖（陸軍）   | 莊崇貴（國防部） | 黃順顯（國防部） | 鄭榮進（陸軍）   |
| 400公尺跨欄   | 林榮坤（陸軍）     | 陳鏞秋（空軍）   | 廖明標（海軍）   | 穆景堯（國防部） | 李運來（空軍）   | 林振順（國防部） |
| 400公尺跨欄   | 55.4秒（手動）     |                  |                  |                  |                  |                  |
| 4×100公尺接力 | 國防部             | 陸軍             | 海軍             | 空軍             | 聯勤             |                  |
| 4×400公尺接力 | 陸軍               | 國防部           | 空軍             | 海軍             |                  |                  |
| 4×400公尺接力 | 3分24.5秒（手動）  |                  |                  |                  |                  |                  |

### 中華民國62年9月後備軍人組
| 項目          | 第一名             | 第二名           | 第三名           | 第四名           | 第五名           | 第六名           |
| ------------- | ------------------ | ---------------- | ---------------- | ---------------- | ---------------- | ---------------- |
| 鐵餅          | 黃文同（雲林縣）   | 林順源（屏東縣） | 陳俊雄（高雄市） | 陳福興（桃園縣） | 許吉雄（高雄市） | 凃江營（南投縣） |
| 鐵餅          | 39.32公尺          |                  |                  |                  |                  |                  |
| 標槍          | 張松旺（高雄縣）   | 胡光廈（南投縣） | 鄭榮欽（臺南縣） | 柯清輝（高雄市） | 鄭福進（高雄市） | 曾坤清（臺北市） |
| 標槍          | 56.18公尺          |                  |                  |                  |                  |                  |
| 鉛球          | 黃獻宗（高雄市）   | 王英師（新竹縣） | 徐正式（臺南市） | 黃文同（雲林縣） | 陳俊雄（高雄市） | 林順源（屏東縣） |
| 鉛球          | 13.26公尺          |                  |                  |                  |                  |                  |
| 撐竿跳高      | 許壽亭（臺南市）   | 朱瑞芳（花蓮縣） | 康世平（臺北市） | 王英師（新竹縣） |                  |                  |
| 撐竿跳高      | 4.30公尺           |                  |                  |                  |                  |                  |
| 跳高          | 陳明智（高雄市）   | 王北雄（雲林縣） | 葉登燦（臺南縣） | 黃鏡川（高雄市） |                  |                  |
| 跳高          | 1.80公尺           |                  |                  |                  |                  |                  |
| 三級跳遠      | 陳明智（高雄市）   | 黃桂芳（臺中市） | 葉景文（高雄市） | 林朝明（新竹縣） | 游高仁（桃園縣） | 徐永漢（苗栗縣） |
| 三級跳遠      | 14.86公尺          |                  |                  |                  |                  |                  |
| 跳遠          | 蘇豐甫（高雄縣）   | 徐永漢（苗栗縣） | 廖衫林（雲林縣） | 朱瑞芳（花蓮縣） |                  |                  |
| 跳遠          | 6.85公尺           |                  |                  |                  |                  |                  |
| 100公尺       | 蘇文和（雲林縣）   | 江景一（臺中市） | 劉信福（花蓮縣） | 張文章（彰化縣） | 林燦輝（新竹縣） | 陳清吉（高雄市） |
| 100公尺       | 10.5秒（手動）     |                  |                  |                  |                  |                  |
| 200公尺       | 洪華木（高雄市）   | 劉信福（花蓮縣） | 陳清吉（高雄縣） | 林燦輝（新竹縣） |                  |                  |
| 200公尺       | 23.2秒（手動）     |                  |                  |                  |                  |                  |
| 400公尺       | 黃發結（臺東縣）   | 黃陽明（臺南縣） | 林勝智（花蓮縣） | 詹淑濤（臺北市） | 楊熾榮（新竹縣） | 劉正豐（桃園縣） |
| 400公尺       | 51.8秒（手動）     |                  |                  |                  |                  |                  |
| 800公尺       | 吳錫國（宜蘭縣）   | 侯義章（高雄市） | 林賢伍（苗栗縣） | 江日春（新竹縣） |                  |                  |
| 800公尺       | 1分59.4秒（手動）  |                  |                  |                  |                  |                  |
| 1500公尺      | 吳錫國（宜蘭縣）   | 林賢伍（苗栗縣） | 柯廣一（屏東縣） | 杜森夫（屏東縣） |                  |                  |
| 1500公尺      | 4分15.0秒（手動）  |                  |                  |                  |                  |                  |
| 5000公尺      | 巴勇男（屏東縣）   | 杜傳（屏東縣）   | 巴杉治（屏東縣） | 林坤財（南投縣） | 劉有材（南投縣） | 李連科（臺北縣） |
| 5000公尺      | 16分06.6秒（手動） |                  |                  |                  |                  |                  |
| 10000公尺     | 巴勇男（屏東縣）   | 杜傳（屏東縣）   | 巴杉治（屏東縣） | 林坤財（南投縣） | 麥山岳（臺東縣） | 劉有材（南投縣） |
| 10000公尺     | 34分22.0秒（手動） |                  |                  |                  |                  |                  |
| 110公尺跨欄   | 蘇文和（雲林縣）   | 蘇博泰（嘉義縣） | 陳聰斌（臺北縣） | 粘世磨（臺中縣） | 林超然（南投縣） | 華恒生（屏東縣） |
| 110公尺跨欄   | 15.0秒（手動）     |                  |                  |                  |                  |                  |
| 400公尺跨欄   | 楊隆義（花蓮縣）   | 陳伯麟（高雄市） | 黃陽明（臺南縣） | 黃金結（臺東縣） | 陳聰斌（臺北縣） | 戴騰鳳（新竹縣） |
| 400公尺跨欄   | 55.0秒（手動）     |                  |                  |                  |                  |                  |
| 4×100公尺接力 | 花蓮縣             | 新竹縣           | 高雄市           | 雲林縣           | 臺北市           | 嘉義縣           |
| 4×100公尺接力 | 44.5秒（手動）     |                  |                  |                  |                  |                  |
| 4×400公尺接力 | 高雄市             | 花蓮縣           | 新竹縣           | 桃園縣           |                  |                  |
| 4×400公尺接力 | 3分32.3秒（手動）  |                  |                  |                  |                  |                  |

## 外部連結
- 女子刺槍術原地突刺腕與膝關節速度分析-個案研究，黃國揚、陳太正，輔仁大學體育學刊第八期，185~197 頁(2009.5)（页面存档备份，存于） （繁體中文）
- 體能戰技課程特色-陸軍官校總教官室（繁體中文）
- 探討軍校生體能與戰技技能成績表現相關分析-輔仁大學體育學刊第八期，168~184 頁(2009.5)（页面存档备份，存于） （繁體中文）
- 台灣百年體育運動賽會回顧與前瞻-徐元民、郭憲偉[永久]2011年8月 （繁體中文）